# Преображенська сільська рада (Межівський район)
| Преображенська сільська рада — колишній орган місцевого самоврядування у Межівському районі Дніпропетровської області з адміністративним центром у с. Преображенка. Сільській раді підпорядковані населені пункти: - с. Преображенка - с. Всесвятське - с. Новотроїцьке |

## Склад ради
Рада складається з 14 депутатів та голови.

## Керівний склад сільської ради
| ПІБ                        | Основні відомості                                                 | Дата обрання | Дата звільнення |
| -------------------------- | ----------------------------------------------------------------- | ------------ | --------------- |
| Будинська Надія Миколаївна | Сільський голова, 1956 року народження, освіта, позапартійна      | 26.03.2006   | 31.10.2010      |
| Жовмер Валентина Іванівна  | Сільський голова, 1967 року народження, освіта вища, позапартійна | 31.10.2010   |                 |

Примітка: таблиця складена за даними джерела